# Comilog-linbanan
Comilog-linbanan var en 76 kilometer lång linbana mellan Moanda i Gabon och Mbinda i Kongo. Den transporterade manganmalm från dagbrottet i Moanda; driften sysselsatte 120 personer. Under sin existens var den världens näst längsta linbana.